# HDR-HC1 E

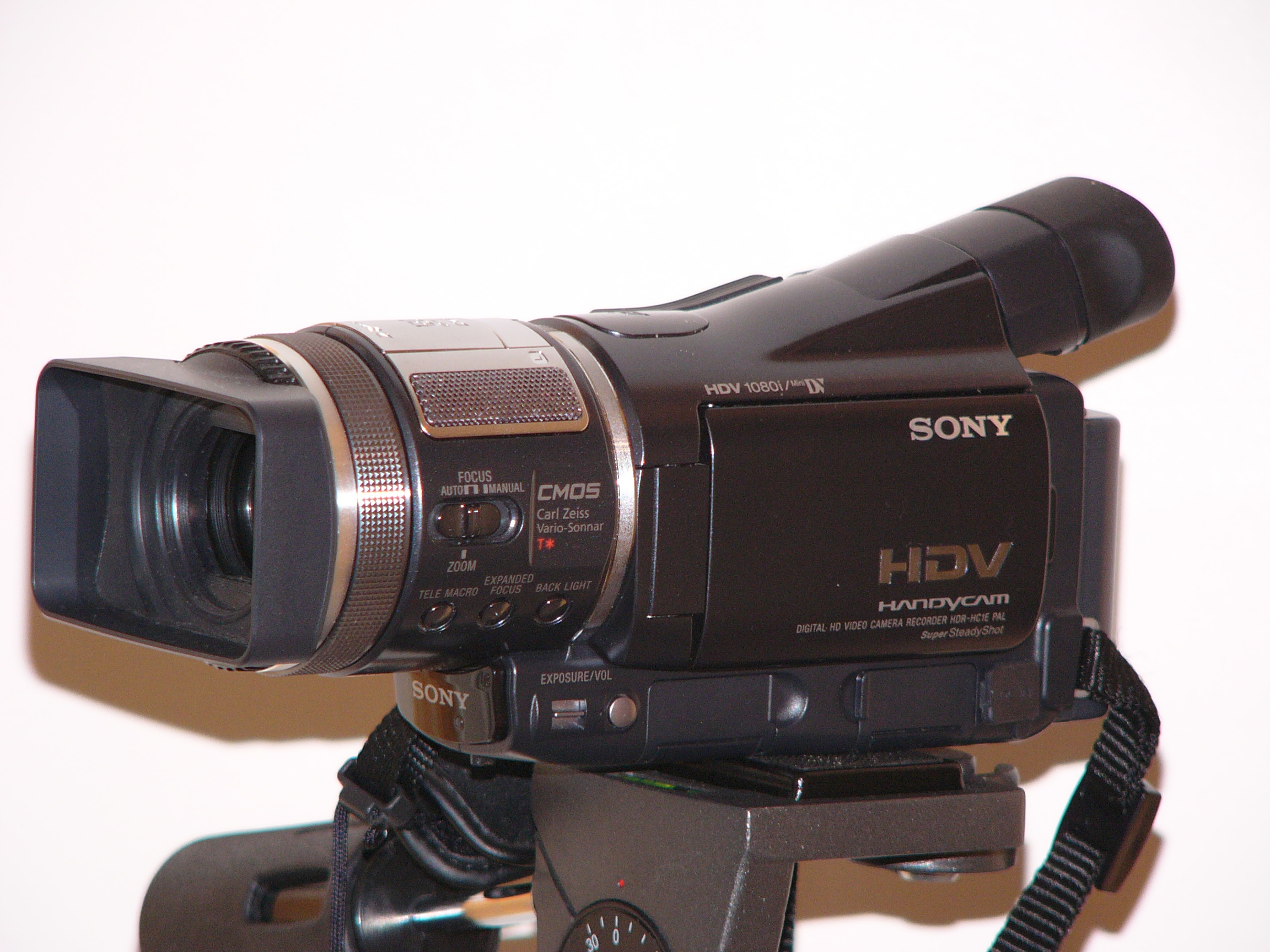
Vorderansicht Sony HDR-HC1 E Videokamera

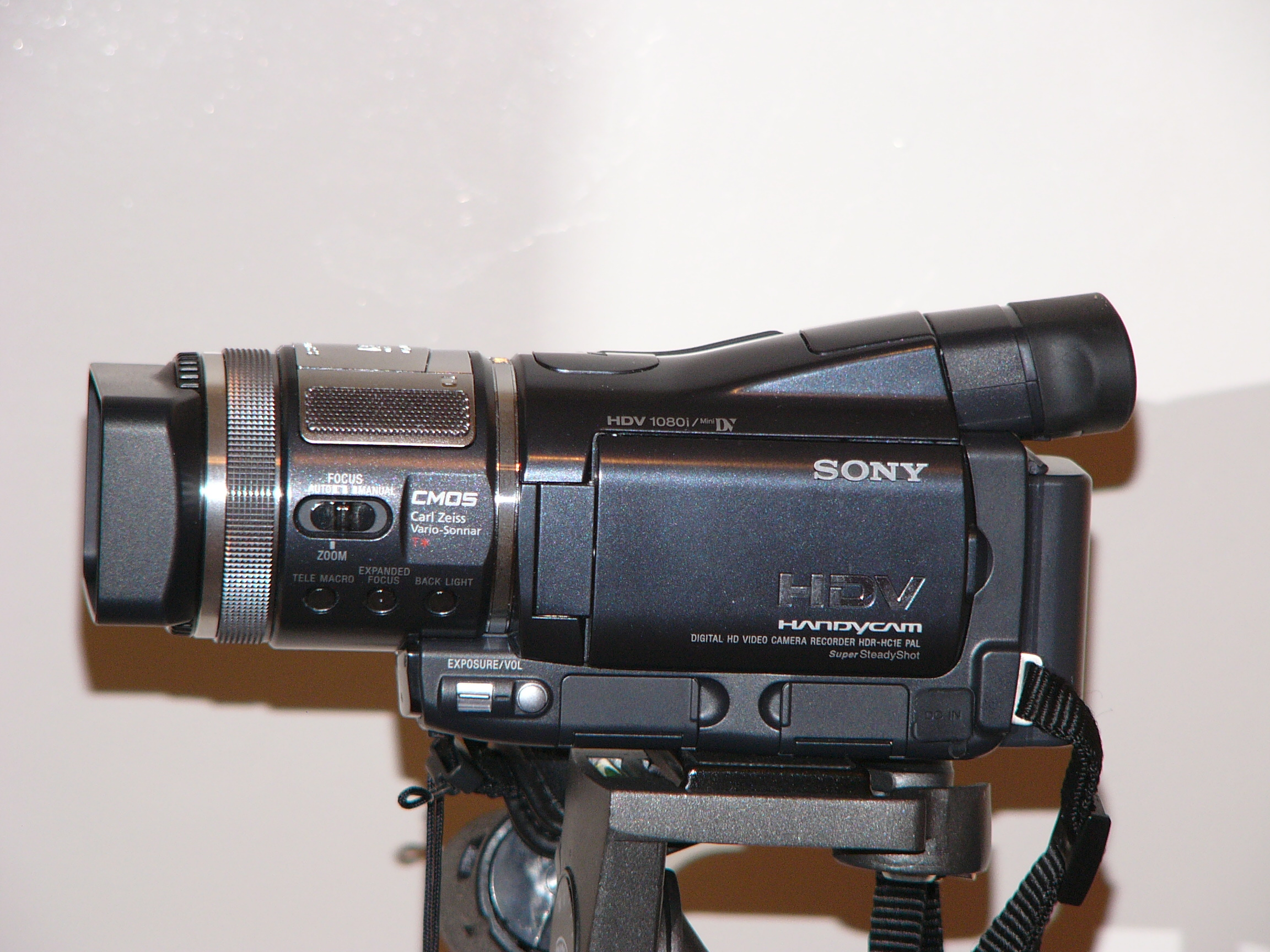
Seitenansicht Sony HDR-HC1 E Videokamera

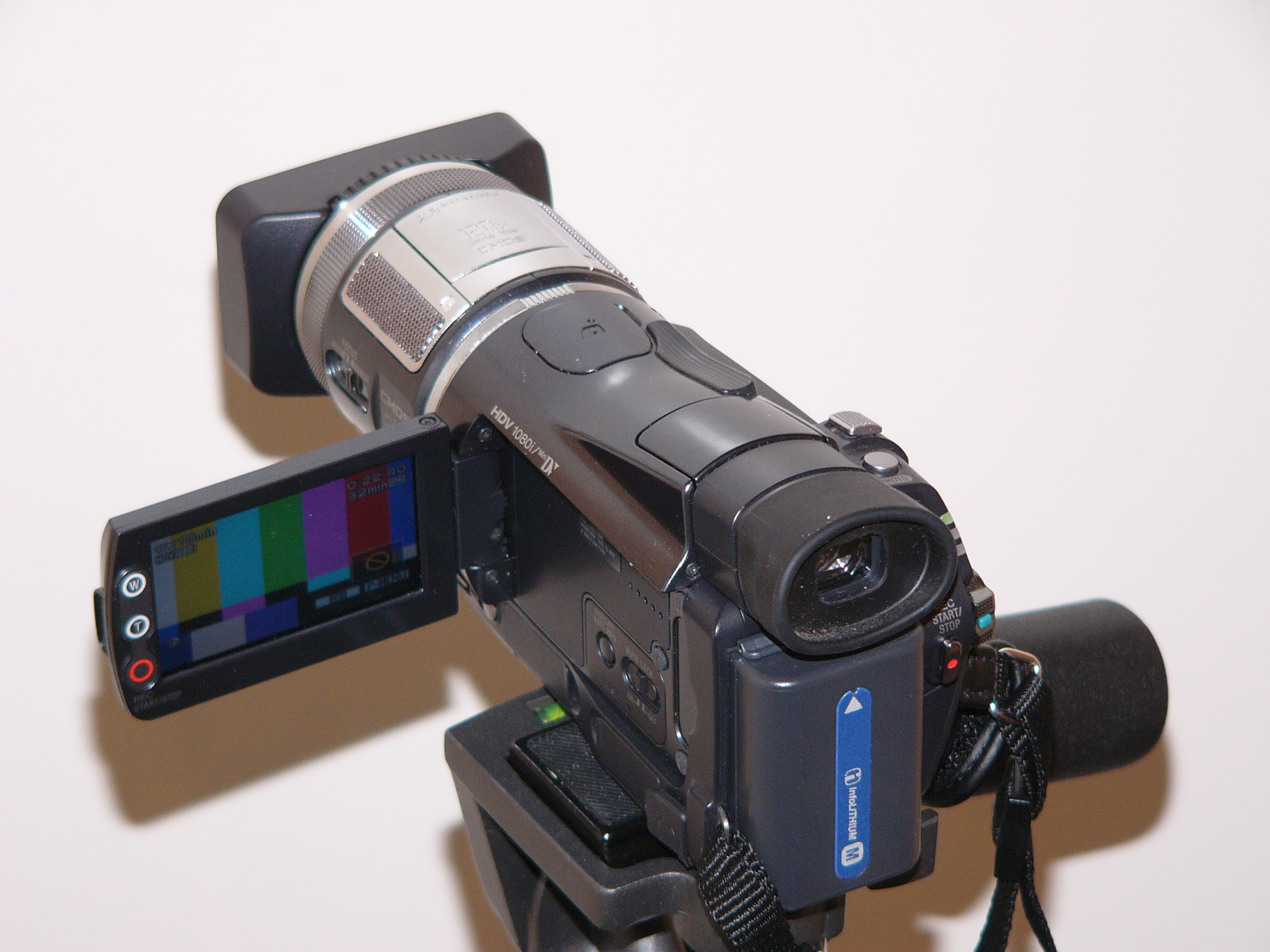
Hinteransicht Sony HDR-HC1 E Videokamera

Die Sony HDR-HC1 E ist die erste für den Privatkundenbereich produzierte High-Definition-Videokamera. Die Bezeichnung HDR-HC bedeutet „High Definition Video Recorder – Horizontal Compact“.

## Videosystem
Die Kamera unterstützt die Videosysteme PAL (CCIR-Standards 1080/50i-Spezifikation) und NTSC (1080/60i), wobei für jede der beiden Videosysteme eine entsprechende Kameraversion existiert.

## Einsatzgebiete
Obwohl hauptsächlich für den Konsumerbereich entwickelt, wird die Videokamera wegen ihrer kleinen Abmessungen (71 × 94 × 188 Millimeter), ihres geringen Gewichtes (680 Gramm) und ihrer scharfen Bilder auch im Profibereich genutzt.

## Technische Daten
Die HDR-HC1 E zeichnet das Bild im HDV-Format auf, was einem anamorphen 4:3-Bild von 1440 × 1080 Bildpunkten im Halbbildverfahren entspricht. Die Wiedergabe des Bildes erfolgt mit interpolierten 1920 × 1080 Pixel in 16:9.
Anstelle eines CCD-Sensors verwendet Sony (erstmals bei HDV) einen 3-Megapixel-1⁄3″-CMOS-Sensor (2.969.000 Pixel), wobei jedoch ca. 34 % seiner Fläche für den digitalen Bildstabilisator genutzt werden. Der schnelle CMOS-Sensor ermöglicht eine einstellbare Auslesefrequenz für die Bildinformationen von bis zu 10 kHz.
Das lichtstarke Carl-Zeiss-Vario-Sonnar-T*-Objektiv mit einer Brennweite von 5,1-51 mm, bzw. 41–480 mm (umgerechnet auf eine 35-mm-Kleinbildkamera) besitzt einen 10-fach optischem Zoom (120-fach digital).
Aufgezeichnet wird der von der Kamera erzeugte MPEG-2-Datenstrom mit einer Datenrate von 25 MBit/s auf ein DV-Band.
Die mit der Kamera in einer Auflösung von 1440 × 1080 (4:3) oder 1920 × 1080 (16:9) aufgenommenen Fotobilder werden auf einen MemoryStick Pro Duo gespeichert und können später über die USB-Schnittstelle zu einem PC übertragen werden.
Die Übertragung des aufgezeichneten Filmmaterials erfolgt über eine i.LINK-Schnittstelle (FireWire).
Die Aufzeichnung nur eines DV-Signals (4:3/16:9) sowie die Umwandlung einer HDV-Bandaufzeichnung in das DV-Format und dessen Ausgabe über i.Link oder dem Video-Komponentenausgang ist ebenfalls möglich.

## Variante für den professionelle Einsatz
Die Variante der HDR-HC1 E für den professionellen Einsatz ist die Sony HVR-A1E. Sie ist mit der Bauform der HDR-HC1 E identisch, besitzt aber zusätzliche Funktionalitäten, welche hauptsächlich im Audiobereich liegen. So erfolgte beispielsweise bei der HVR-A1E der Anbau eines zusätzlichen externen Mikrofons.

## Produktionszeitraum
Sony brachte die HDR-HC1 E Mitte 2005 auf den Markt, wo sie bis zum Ende des Jahres die einzige HDV-Kamera im Konsumerbereich blieb. In den nachfolgenden Monaten erschienen dann auch erste HDV-Modelle der Konkurrenz. Mitte 2006 stellte Sony die Produktion der HDR-HC1 E ein und widmete sich ganz den Nachfolgemodellen HDR-HC3 und HDR-HC5.